# Audi Coupé
Audi Coupé – rodzina sportowych samochodów osobowych produkowanych przez niemiecką firmę Audi w latach 1980–1996. Charakteryzowała się nadwoziem typu coupé. Do napędu używano benzynowych silników R4, R5 oraz V6. Moc przenoszona była na oś przednią, powstały także wersje z napędem Quattro. Samochód od strony technicznej spokrewniony był z modelem 80.

## Audi Coupé (Typ 85 / B2) (1980-1988)
Audi Coupé (B2, Typ 85) – sportowy samochód osobowy produkowany przez niemiecką firmę Audi w latach 1980–1988. Dostępny jako 2-drzwiowe coupé. Do napędu używano silników R4 oraz R5. Moc przenoszona była na oś przednią bądź obie osie poprzez 5-biegową manualną skrzynię biegów lub 3 stopniową automatyczną przekładnię hydrauliczną (tylko napęd na oś przednią).

### Historia
Coupé (Typ 85) zostało po raz pierwszy zaprezentowane podczas salonu samochodowego w Paryżu w 1980 roku jako model bliźniaczo podobny do oryginalnego Quattro, lecz pozbawiony poszerzonych błotników. Auto było wyposażone w wolnossący silnik R5 o pojemności 1,9 l zasilany gaźnikiem oraz jednostki 2.0, 2.1, 2.2, 2.3 wyposażone w układ wtryskowy. Wszystkie wersje posiadały napęd na przednią oś.
Niektóre słabsze wersję Coupé zostały wyposażone w 1,8-litrowy silnik R4 zasilany gaźnikiem, jak i poprzez układ wtryskowy. Przez pierwszy rok była także dostępna wersja z silnikiem 1.6 o nazwie kodowej YN o mocy 75 KM (55 kW).
Coupé było oferowane jako wersja po prostu oznaczona Coupé czy GL (tylko silniki R4), Coupé GT albo Coupé Quattro. Od roku 1986 aż do końca produkcji w 1988 roku, Coupé GT produkowano także z silnikiem R4 1.8 o oznaczeniu PV/DZ o mocy 110-112 KM (81-82 kW), znanego najlepiej z Golfa GTi.
W ostatnim roku modelowym została zaprezentowana nowa jednostka napędowa R5 o pojemności 2309 cm³ o mocy 136 KM (100 kW) przy 5600 obr./min o oznaczeniu NG. Silnik ten został wprowadzony do oferty w 1987 roku dla ostatniej serii Audi Coupé przeznaczonej na rynek amerykański, posiadając moc 130 KM (97 kW) przy 5700 obr./min, zastępując tym samym wersję 2.2, która była dostępna aż do roku modelowego 1985.
Audi Coupé oryginalnie zostało wprowadzonej na rynek amerykański w późnym roku modelowym 1981 wyposażone w silnik R5 o mocy 100 KM (75 kW) o pojemności 2144 cm³, który był także stosowany w Audi 5000 (Audi 100).

### Facelifting

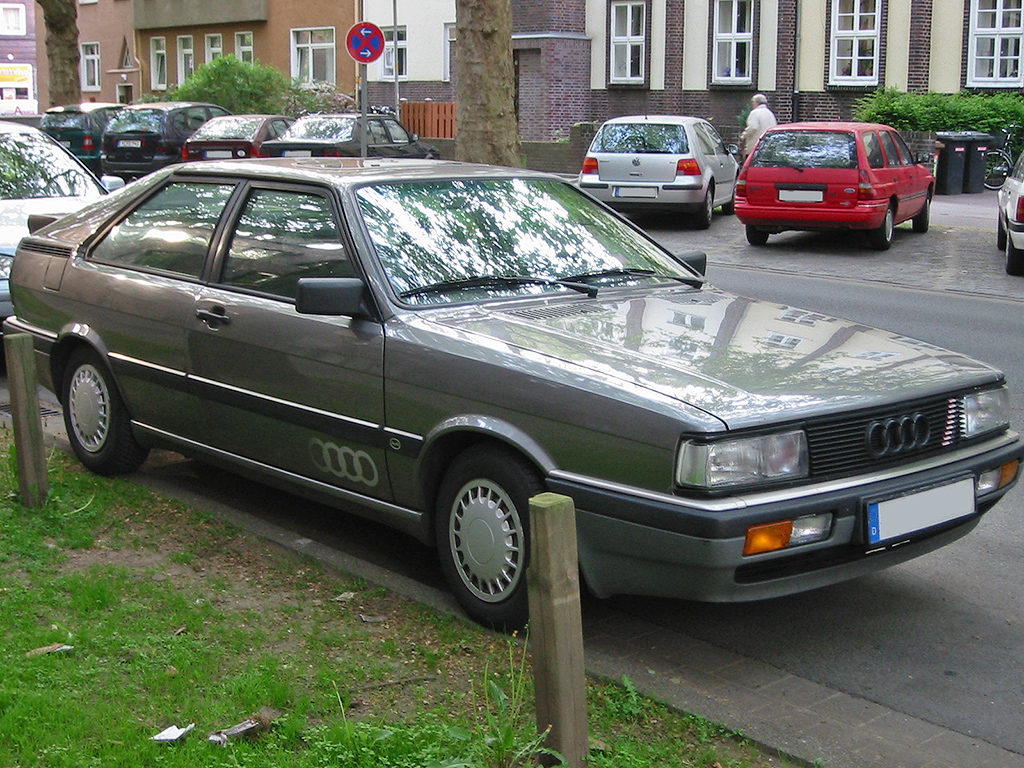
Audi Coupé po faceliftingu

Zaktualizowane Coupé, zaprezentowane na jesieni 1984 roku zostało wyposażone w nowe, lekko pochylone reflektory oraz osłonę chłodnicy, nowy przedni zderzak ze zintegrowanymi kierunkowskazami i halogenami, plastikowe osłony progów oraz duży tylny spojler pochodzący z Audi Quattro. Zmiany te zaowocowały zmniejszeniem współczynnika oporu powietrza do wartości Cx = 0,36. Zaprezentowano także nową deskę rozdzielczą oraz zaktualizowano wnętrze pojazdu. Wraz z rokiem modelowym 1987 wersja GT oraz podstawowa Coupé podobnie jak wszystkie inne wersje przednionapędowe (FWD) została ujednolicona pod nazwą Coupé GT.
Od roku modelowego 1986, Coupé (podobnie jak wszystkie Audi) były dostępne z większa gamą silników wyposażonych w układ kontroli spalin z katalizatorem. Dodatkowo wszystkie modele oparte na platformie B2 (Audi 80/90/Coupé) otrzymały układ wydechowy ze stali nierdzewnej (przynajmniej modele przeznaczone na rynek Europejski).

### Coupé GT
Coupé GT stanowiło poszerzenie oferty firmy Audi o auto dwudrzwiowe posiadające bardziej sportowy profil. Do tej wersji poza wzmocnionymi silnikami R4 o pojemności 1.8 L dodano również silniki pięciocylindrowe o pojemnościach: 1.9, 2.0 oraz 2.2 L. Poza silnikami obie wersje różniły się także elementami wyposażenia. Przykładowo GT posiadało sportowe przednie i tylne fotele, przedni spoiler, aluminiowe felgi 13", obrotomierz itp. Wersja GT posiadała także m.in. wysoki spoiler na tylnej klapie taki jak w Audi Quattro, specjalny wzór tapicerki czy tablicę rozdzielczą taką jak w Audi 90.
Łącznie wyprodukowano 174.687 sztuk modelu Coupé GT.

### Coupé quattro
Również we wrześniu 1984 roku, Audi zaprezentowało wersję quattro (Typ 85) – Audi Coupé ze stałym napędem na wszystkie cztery koła. Model ten, został wyprodukowane w mniejszej serii niż oryginalne turbodoładowane Audi Quattro. Chociaż najczęstszą jednostką napędową w tym modelu stanowił silnik o pojemności 2.2 L (również jednostka 2.3 wprowadzona w 1987 na rynek USA)
Coupé i quattro Coupé wydawały się niemal identyczne z zewnątrz, z wyjątkiem kilku drobnych aspektów dotyczących specyfikacji quattro. Zamiast napisu „Coupé GT” na bocznych tylnych szybach widniał napis „quattro”, tak jak w oryginalnym Audi Quattro. Podobny zabieg przeprowadzono z tyłu auta. Wersja ta posiadała także tylną szybę z Quattro wraz z elementami grzejnymi układającymi się w napis quattro (szczególnie widoczny podczas porannego rozmrażania szyb). Dodatkowo na atrapie chłodnicy został umieszczony odpowiedni znaczek. Wnętrze pojazdu pozostało niezmienione poza tym iż w konsoli centralnej umieszczono przycisk do blokady mechanizmu różnicowego, a w miejsce trzech analogowych wskaźników umieszczono LED-owy wyświetlacz.
Mechanicznie, pojazd stanowił połączenie komponentów używanych już w Coupé GT oraz Audi 80 quattro. Stały napęd na wszystkie cztery koła pochodził wprost z Audi Quattro. Główną różnicą było zastosowanie przedniego zawieszania z Coupé GT, przednich tarcz hamulcowych o mniejszej średnicy (256 mm) czy zastosowanie skrzyni biegów o mniejszych przełożeniach. Inne były także sprężyny i amortyzatory. Samochód w takiej wersji bardzo przypominał Audi 90 quattro czy Audi 4000Q (USA). Na wyposażeniu były felgi 6.0Jx14 stalowe bądź ze stopu aluminium. Opcjonalnie były także dostępne felgi 7.0Jx15 firmy Ronal, które były niemal identyczne z tymi jakie posiadało Quattro. Coupé quattro, 90 quattro i 4000 quattro otrzymały również nowy kolektor wylotowy.
Produkcja Coupé quattro trwała od końca 1984 do 1988 roku. W tym czasie wytworzono 8000 egzemplarzy.
> Podstawowe dane techniczne Audi Coupe B2/85 z lat 1980–1984:
| Wersja    | Pojemność   | Moc maksymalna          | V maks.  | 0-100km/h |
| --------- | ----------- | ----------------------- | -------- | --------- |
| GL 1.6    | R4 1588 cm³ | 75 KM / 5600 obr./min.  | 161 km/h | 13,7 s    |
| GL 1.8    | R4 1781 cm³ | 90 KM / 5200 obr./min.  | 170 km/h | 11,0 s    |
| GT 5S 1.9 | R5 1921 cm³ | 115 KM / 5900 obr./min. | 185 km/h | 10,2 s    |
| GT 5E 2.0 | R5 1994 cm³ | 115 KM / 5400 obr./min. | 186 km/h | 9,9 s     |
| GT 5E 2.2 | R5 2144 cm³ | 130 KM / 5900 obr./min. | 196 km/h | 9,7 s     |

> Podstawowe dane techniczne Audi Coupe B2/85 z lat 1984–1987:
| Wersja       | Pojemność   | Moc maksymalna          | V maks.  | 0–100 km/h |
| ------------ | ----------- | ----------------------- | -------- | ---------- |
| 1.8          | R4 1781 cm³ | 90 KM / 5200 obr./min.  | 172 km/h | 11,0 s     |
| 1.8 kat.     | R4 1781 cm³ | 88 KM / 5200 obr./min.  | 170 km/h | 12,0 s     |
| 1.8i kat.    | R4 1781 cm³ | 90 KM / 5500 obr./min.  | 172 km/h | 11,0 s     |
| GT 1.8i      | R4 1781 cm³ | 112 KM / 5800 obr./min. | 187 km/h | 9,2 s      |
| GT 1.8i kat. | R4 1781 cm³ | 110 KM / 5500 obr./min. | 186 km/h | 9,5 s      |
| GT 2.0       | R5 1994 cm³ | 115 KM / 5400 obr./min. | 186 km/h | 10,0 s     |
| GT 2.2       | R5 2226 cm³ | 136 KM / 5700 obr./min. | 202 km/h | 8,6 s      |
| GT 2.2i kat. | R5 2226 cm³ | 115 KM / 5500 obr./min. | 189 km/h | 9,5 s      |
| quattro 2.2i | R5 2226 cm³ | 136 KM / 5700 obr./min. | 202 km/h | 8,9 s      |

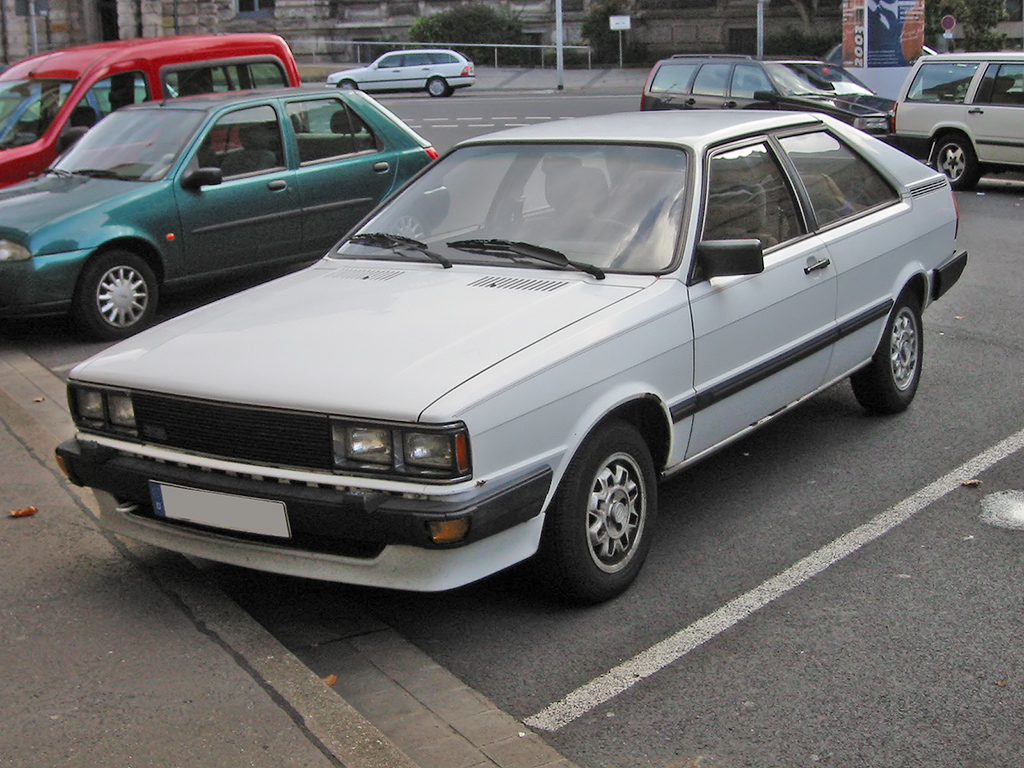
1980-1984 – Audi Coupe GT B2
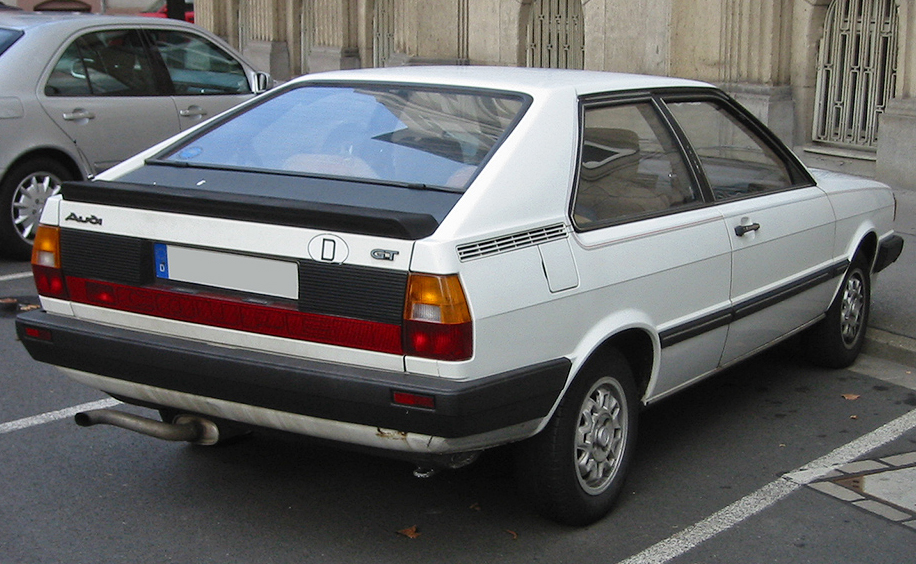
1980-1984 – Audi Coupe GT B2
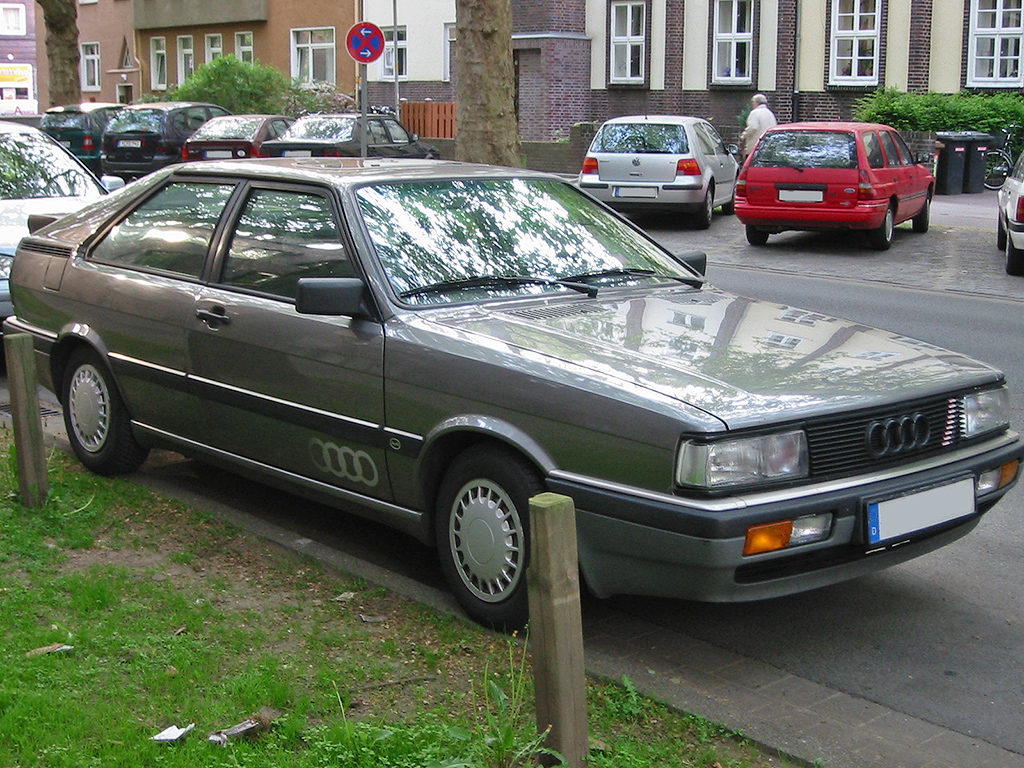
1984-1987 – Audi Coupe GT B2
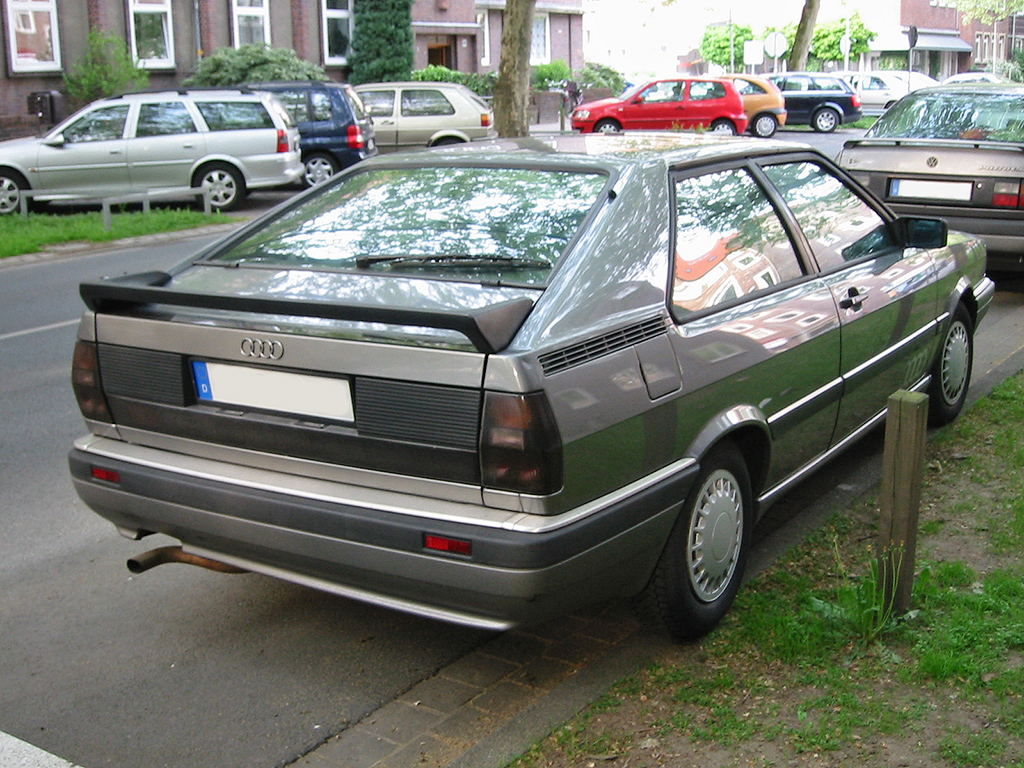
1984-1987 – Audi Coupe GT B2

## Audi Coupé (Typ 8B) (1988-1991)
Audi Coupé zostało zaprezentowane w 1987, krótko po prezentacji nowego Audi 80 i było produkowane do 1991. Podobnie jak model B2 również odróżniało się od modelu podstawowego. Posiadało szerokie przednie reflektory oraz zintegrowane w zderzaku kierunkowskazy i światła przeciwmgielne, z tyłu z kolei podobnie jak w przypadku modelu B2 tylne lampy zachodziły na klapę bagażnika.
| Model            | Produkcja | Typ silnika | Moc (kW/KM) przy obr.            | 0-100 (km/h) | Prędkość max. (km/h) |
| ---------------- | --------- | ----------- | -------------------------------- | ------------ | -------------------- |
| 1.8E             | 1987-1991 | R4-8v       | 84 kW/112 KM przy 5800 obr./min  | 10.9s        | 195 km/h             |
| 2.0E             | 1987-1991 | R4-8v       | 85 kW/113 KM przy 5300 obr./min  | 10.9 s       | 196 km/h             |
| 2.0E aut.        | 1987-1991 | R4-8v       | 85 kW/113 KM przy 5300 obr./min  | 13.1 s       | 192 km/h             |
| 2.0E 20v         | 1987-1991 | R5-20v      | 120 kW/160 KM przy 6200 obr./min | 9.0 s        | 215 km/h             |
| 2.0E 20v quattro | 1987-1991 | R5-20v      | 120 kW/160 KM przy 6200 obr./min | 8.9 s        | 215 km/h             |
| 2.2E             | 1987-1991 | R5-10v      | 100 kW/136 KM przy 5700 obr./min | 9.2 s        | 206 km/h             |
| 2.2E quattro     | 1987-1991 | R5-10v      | 100 kW/136 KM przy 5700 obr./min | 9.2 s        | 206 km/h             |
| 2.3E             | 1987-1991 | R5-10v      | 100 kW/136 KM przy 5700 obr./min | 9.2 s        | 208 km/h             |
| 2.3E quattro     | 1987-1991 | R5-10v      | 100 kW/136 KM przy 5700 obr./min | 9.2 s        | 206 km/h             |
| 2.3E 20v         | 1987-1991 | R5-20v      | 125 kW/170 KM przy 6000 obr./min | 8.6 s        | 220 km/h             |
| 2.3E 20v quattro | 1987-1991 | R5-20v      | 125 kW/170 KM przy 6000 obr./min | 8.4 s        | 225 km/h             |

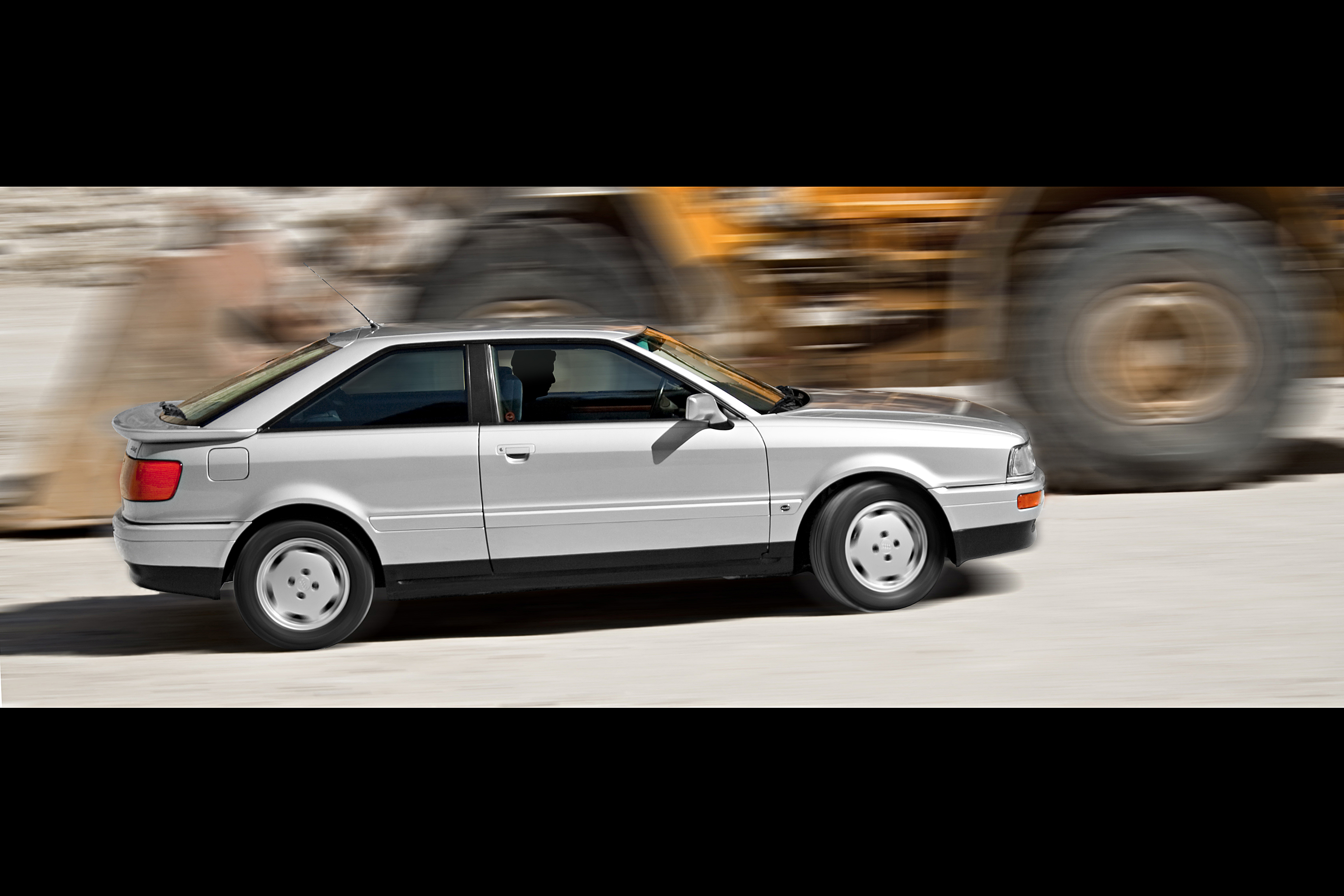
1987-1991 – Audi Coupe typ8B
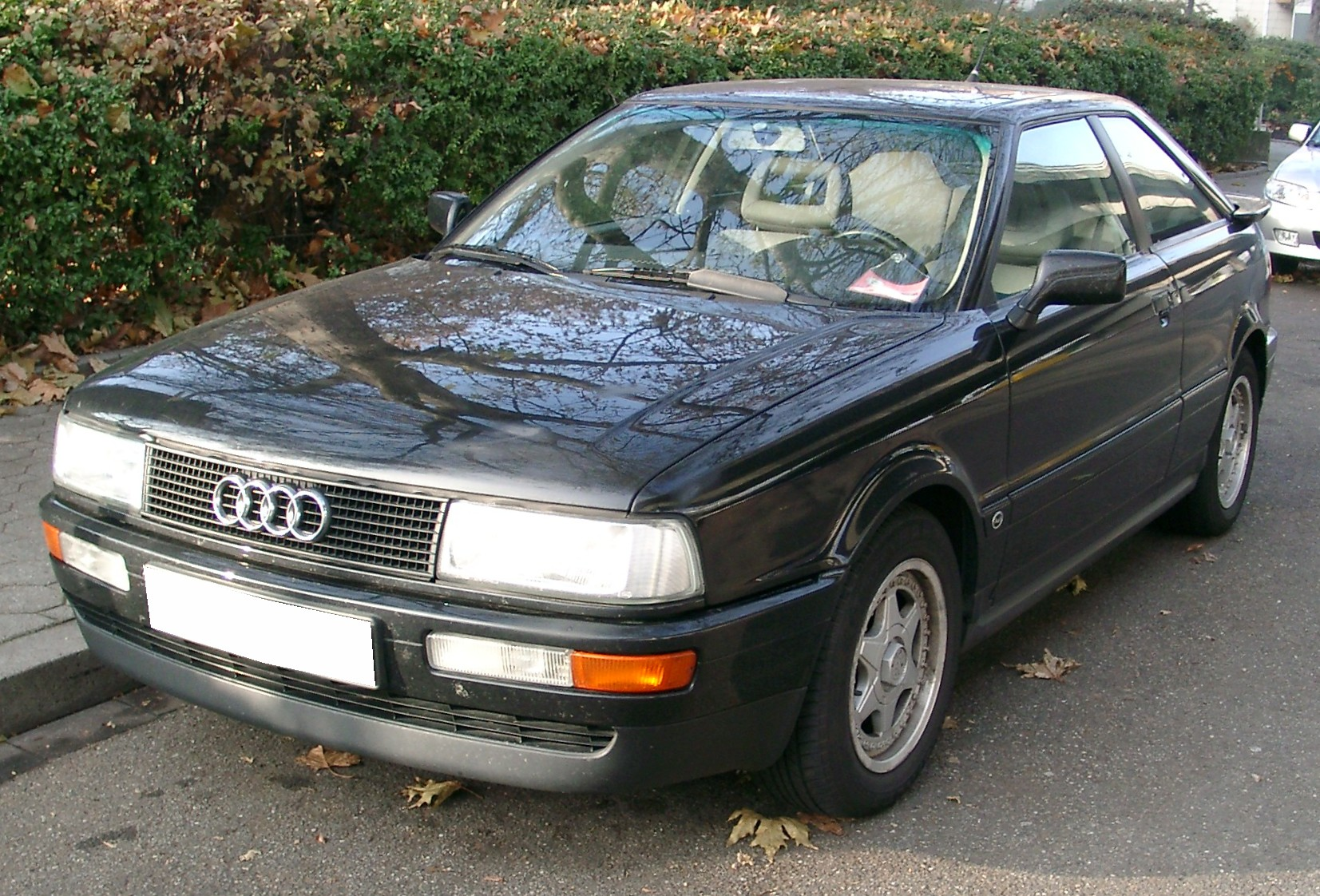
1987-1991 – Audi Coupe typ8B
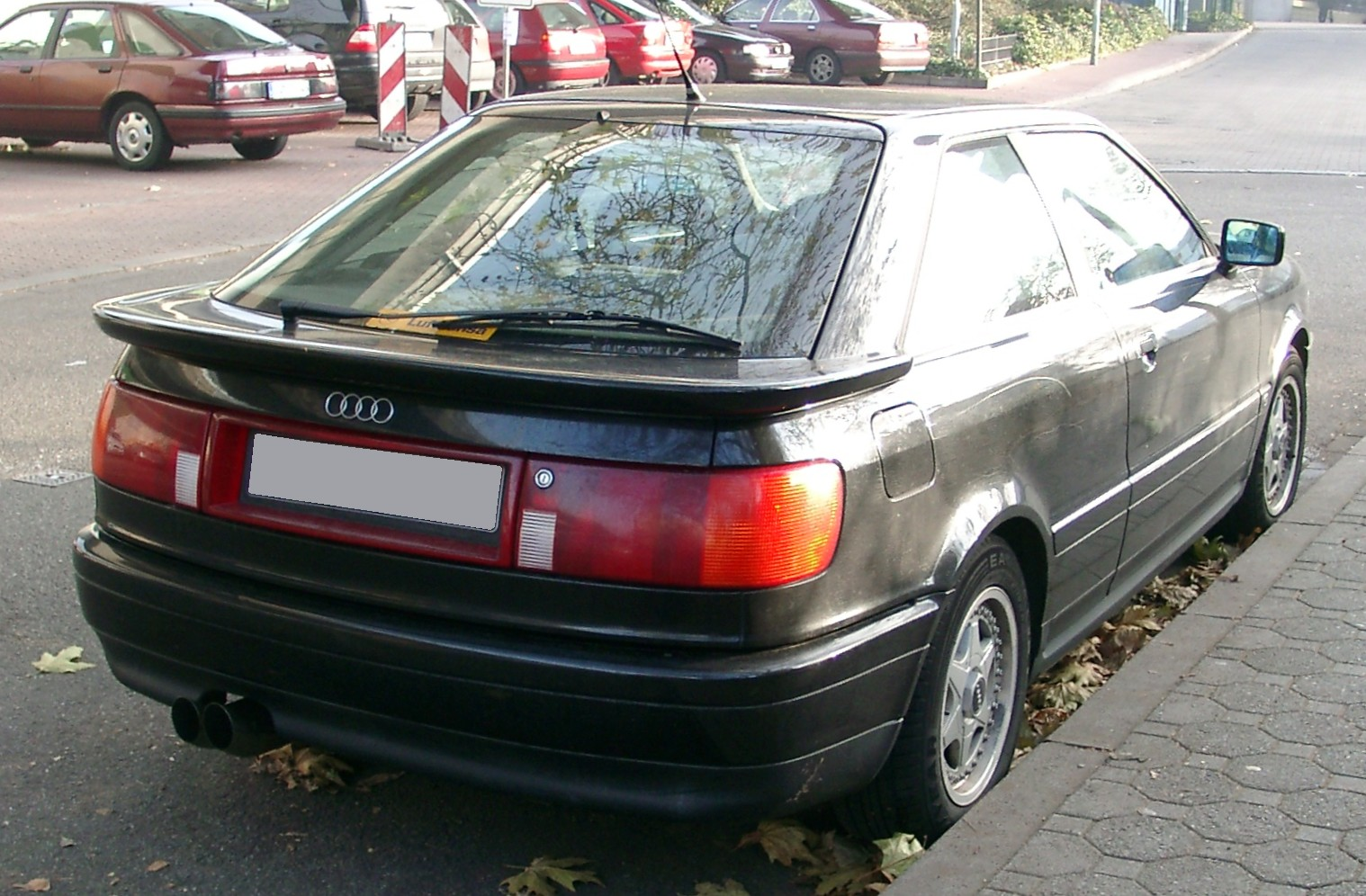
1987-1991 – Audi Coupe typ8B
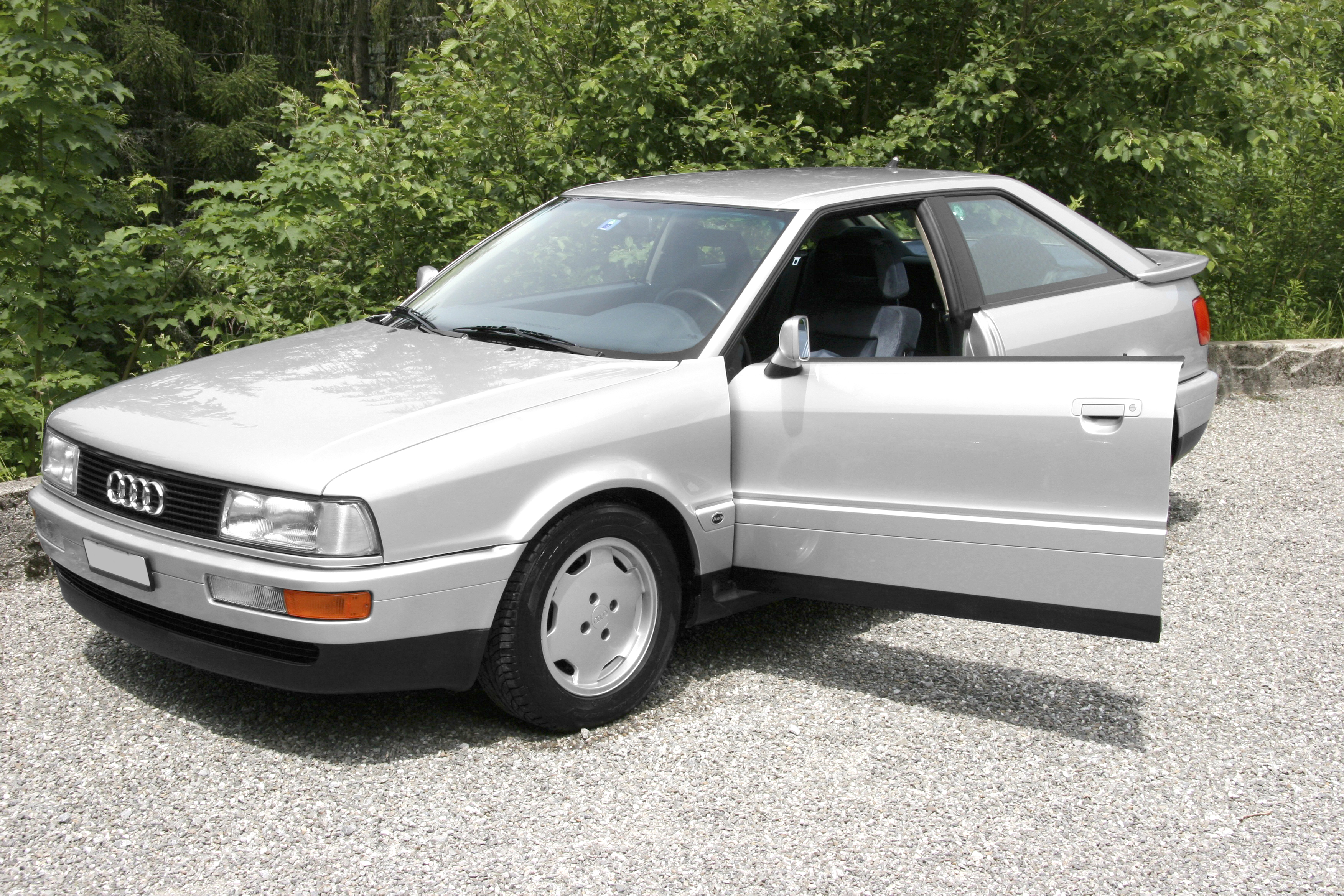
1987-1991 – Audi Coupe typ8B
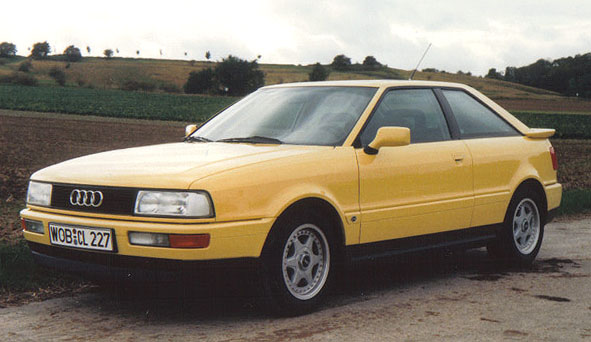
1987-1991 – Audi Coupe typ8B
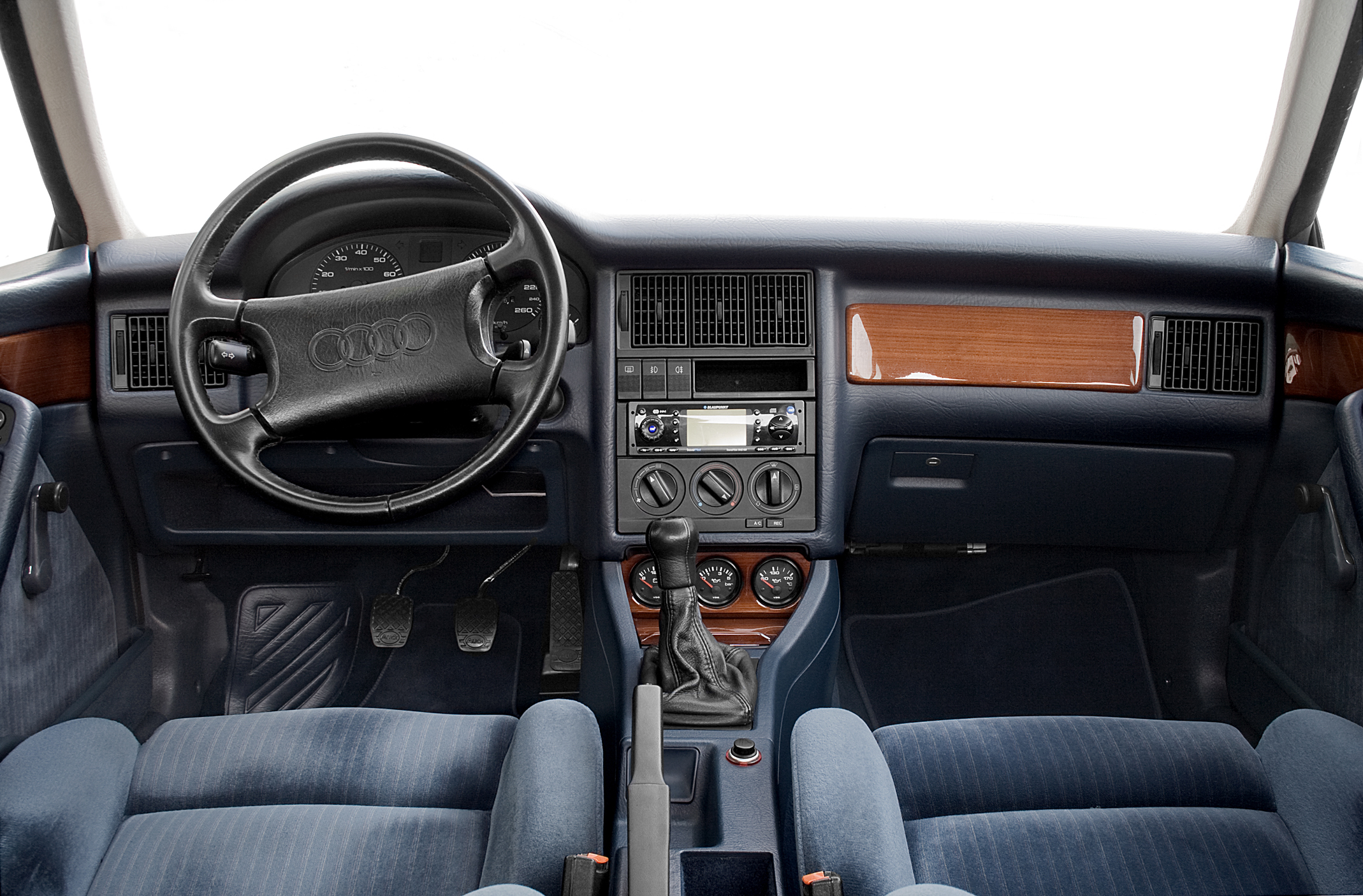
1987-1991 – Audi Coupe typ8B wnętrze
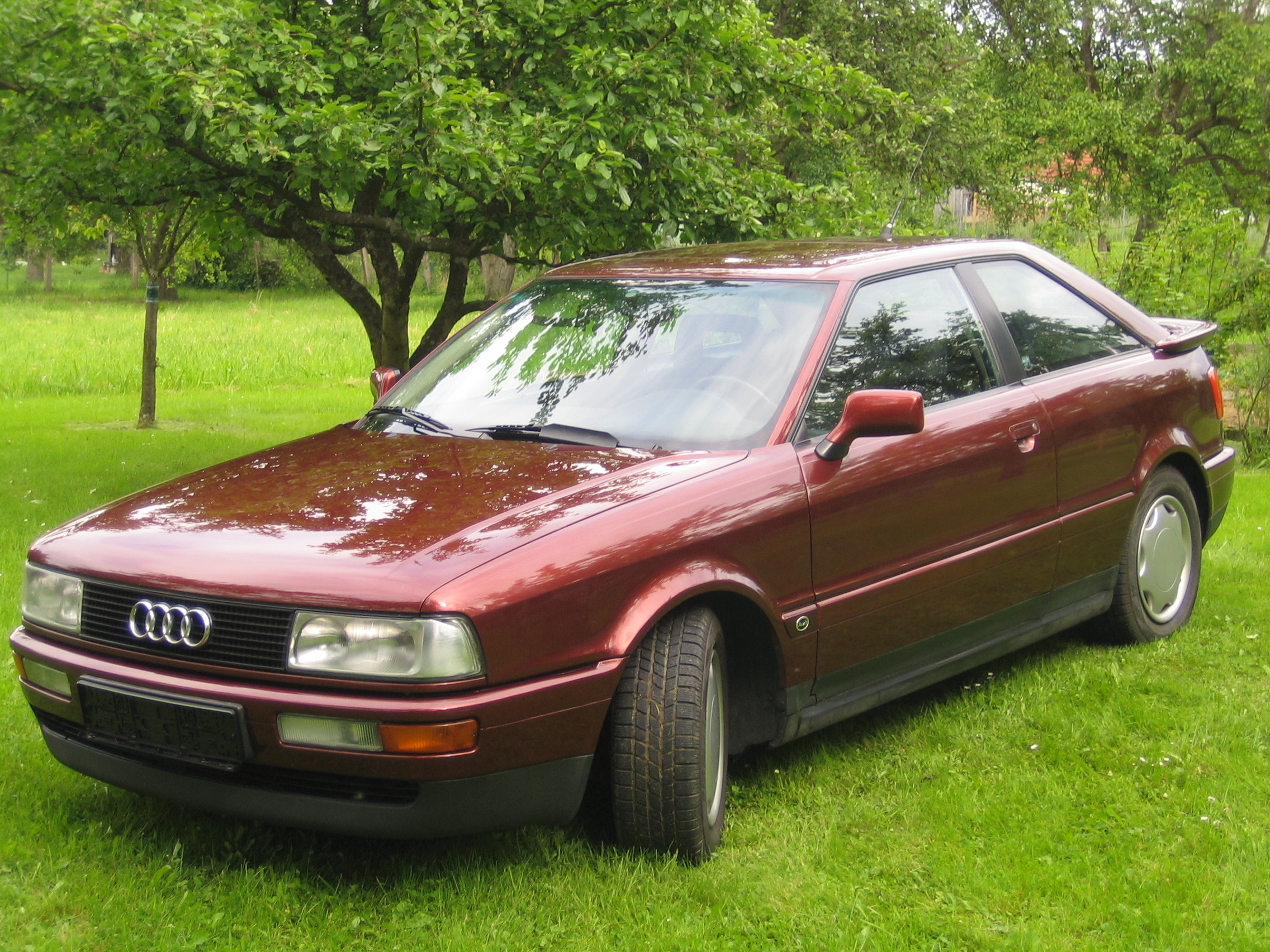
1987-1991 – Audi Coupe typ8B – oryginalny lakier czerwony Cayenne (perłowy)
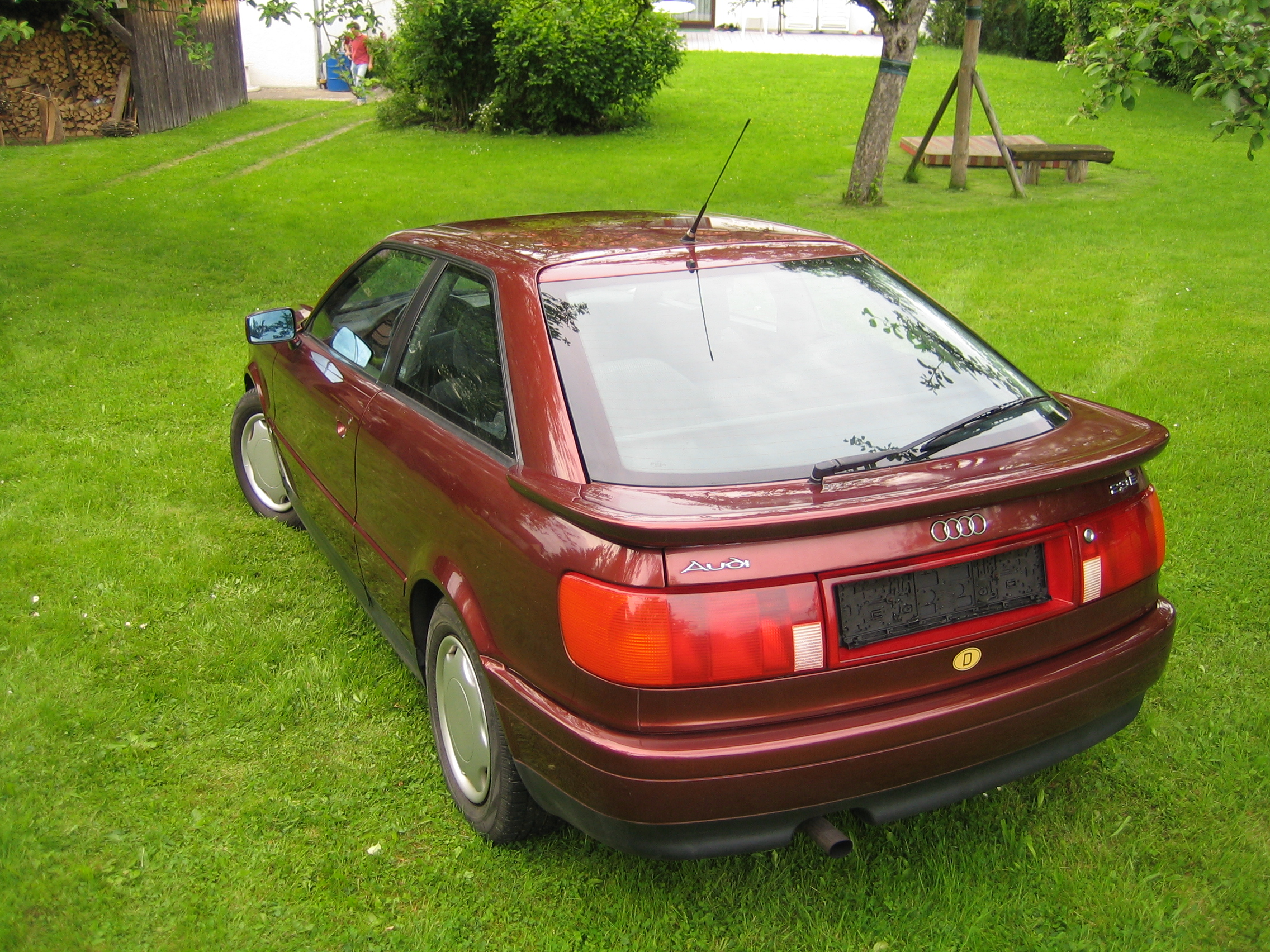
1987-1991 – Audi Coupe typ8B – oryginalny lakier czerwony Cayenne (perłowy)

## Audi Coupe (Typ 8B / B4) (1991-1996)
Audi Coupé (Typ 8B) powstało na zmodernizowanej platformie Audi Coupé B3, która została zaprezentowana przy okazji prezentacji poprzednika. Auto posiada zupełnie inną maskę silnika, zderzaki i błotniki. Pomimo znacznego podobieństwa wyglądem z modelem Coupé B3, konstrukcja samochodu uległa sporym zmianom. Wprawdzie zmiany w przednim zawieszeniu oraz hamulcach są kosmetyczne, jednak tył samochodu został całkowicie przekonstruowany. Tylne podłużnice sięgają aż do pasa tylnego, co zdecydowanie wzmocniło tył samochodu, lecz przede wszystkim dało możliwość umieszczenia zbiornika paliwa pod bagażnikiem.
| Model          | Produkcja | Typ silnika | Moc (kW/KM) przy obr.            | 0-100 (km/h) | Prędkość max. (km/h) |
| -------------- | --------- | ----------- | -------------------------------- | ------------ | -------------------- |
| 2.0E           | 1991-1995 | R4-8v       | 86 kW/115 KM przy 5400 obr./min  | 10.9s        | 196 km/h             |
| 2.0E 16v       | 1991-1995 | R4-16v      | 105 kW/140 KM przy 5800 obr./min | 10.7 s       | 204 km/h             |
| 2.3E           | 1991-1995 | R5-10v      | 99 kW/133 KM przy 5500 obr./min  | 9.7 s        | 206 km/h             |
| 2.3E quattro   | 1991-1995 | R5-10v      | 99 kW/133 KM przy 5500 obr./min  | 9.7 s        | 206 km/h             |
| 2.6E           | 1992-1995 | V6-12v      | 110 kW/150 KM przy 5750 obr./min | 9.3 s        | 214 km/h             |
| 2.6E quattro   | 1992-1995 | V6-12v      | 110 kW/150 KM przy 5750 obr./min | 9.5 s        | 212 km/h             |
| 2.8E           | 1992-1995 | V6-12v      | 128 kW/174 KM przy 5500 obr./min | 8.1 s        | 222 km/h             |
| 2.8E quattro   | 1992-1995 | V6-12v      | 128 kW/174 KM przy 5500 obr./min | 8.0 s        | 222 km/h             |
| 2.2 S2 quattro | 1990-1992 | R5-20v      | 162 kW/220 KM przy 5900 obr./min | 6.1 s        | 248 km/h             |
| 2.2 S2 quattro | 1992-1995 | R5-20v      | 169 kW/230 KM przy 5900 obr./min | 5.9 s        | 246 km/h             |